# Сайкстон (Північна Дакота)
Сайкстон (англ. Sykeston) — місто (англ. city) в США, в окрузі Веллс штату Північна Дакота. Населення — 105 осіб (2020).

## Географія
Сайкстон розташований за координатами 47°27′58″ пн. ш. 99°23′57″ зх. д. / 47.46611° пн. ш. 99.39917° зх. д. (47.466148, -99.399213).  За даними Бюро перепису населення США в 2010 році місто мало площу 0,99 км², уся площа — суходіл.

## Демографія
Згідно з переписом 2010 року, у місті мешкало 117 осіб у 65 домогосподарствах у складі 36 родин. Густота населення становила 119 осіб/км².  Було 85 помешкань (86/км²).
Расовий склад населення:
| - 98,3 % — білих - 0,9 % — азіатів |

До двох чи більше рас належало 0,9 %. Частка іспаномовних становила 0,0 % від усіх жителів.
За віковим діапазоном населення розподілялося таким чином: 11,1 % — особи молодші 18 років, 59,8 % — особи у віці 18—64 років, 29,1 % — особи у віці 65 років та старші. Медіана віку мешканця становила 53,9 року. На 100 осіб жіночої статі у місті припадало 95,0 чоловіків;  на 100 жінок у віці від 18 років та старших — 103,9 чоловіків також старших 18 років.
Середній дохід на одне домашнє господарство  становив 69 977 доларів США (медіана — 60 750), а середній дохід на одну сім'ю — 78 250 доларів (медіана — 68 750). За межею бідності перебувало 4,3 % осіб, у тому числі 0,0 % дітей у віці до 18 років та 13,6 % осіб у віці 65 років та старших.
Цивільне працевлаштоване населення становило 65 осіб. Основні галузі зайнятості: освіта, охорона здоров'я та соціальна допомога — 33,8 %, сільське господарство, лісництво, риболовля — 21,5 %, транспорт — 16,9 %, оптова торгівля — 12,3 %.